# 도아이역

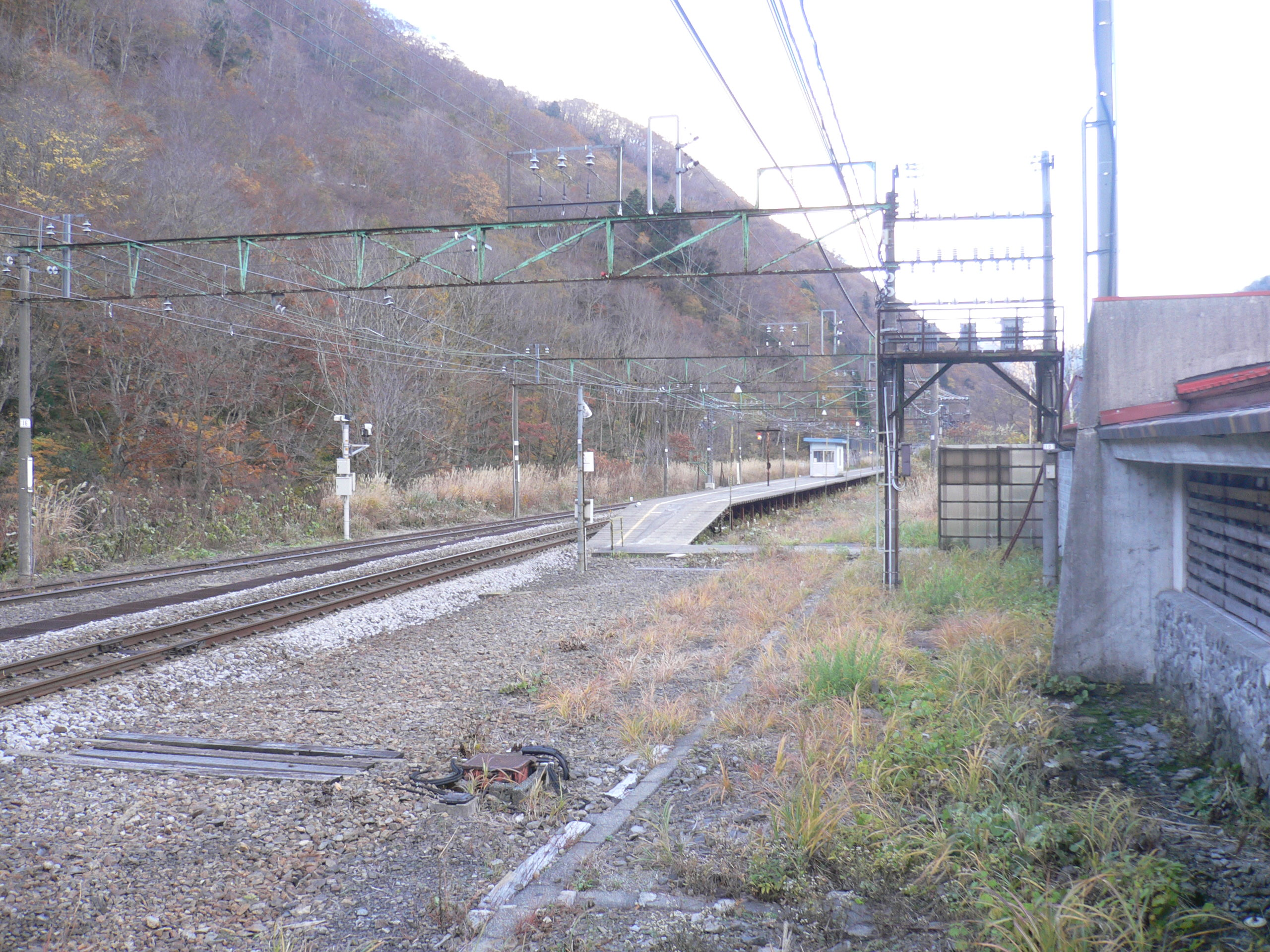
상행 승강장. 하행 승강장과 달리 지상에 있다.

도아이역(일본어: 土合駅, どあいえき 도아이에키[*])는 일본 군마현 도네군 미나카미정에 있는 동일본 여객철도 조에쓰선의 역이다.
군마현내에서 최북단에 위치한 철도역으로 이 역 이남으로 동일본 여객철도 다카사키 지사가 관할하고, 이북으로는 니가타 지사가 관할한다.
하행 승강장은 신시미즈 터널 내에 위치하고 있으며 지상에 위치한 역사로부터 계단을 이용해 10분 정도 내려와야한다. 일본에서 지상으로부터 가장 깊은 곳에 있는 승강장이다.

## 역 구조
산간부에 위치한 지상역으로, 역무원은 없다. 임시운전 열차가 있을 때 간혹 역무원의 임시 파견이 이루어지기도 한다. 역사 내에는 대합실과 자판기, 화장실 등의 시설이 있다.

### 승강장
| 1 | ■ 조에쓰선 | 하행, 지하 승강장 | 에치고유자와 · 나가오카 방면 |
| 2 | ■ 조에쓰선 | 상행, 지상 승강장 | 미나카미 · 다카사키 방면     |

## 역 주변
- 다니가와 산 등산로 입구
- 국도 제291호선

## 역사
- 1931년 9월 1일 - 조에쓰선 미나카미 ~ 에치고유자와 개통과 동시에 신호장으로 개설.
- 1932년 12월 17일 - 스키 시즌에 한해서 여객 영업 개시.
- 1936년 12월 19일 - 역으로 승격.
- 1967년 9월 28일 - 신시미즈 터널의 개통으로 유비소 ~ 쓰치타루 구간이 복선화됨. 하행 승강장이 터널 내로 이설되며 운용 개시.
- 1985년 3월 14일 - 역사 무인화.
- 1987년 4월 1일 - 일본국유철도 분할 민영화로 동일본 여객철도에 이관.
- 1998년 8월 29일 - 집중호우로 인한 토사 붕괴로 상행선 구내가 피해를 입음. 복구 작업에 1달 정도 걸렸으며, 그 시기 중에는 하행선을 사용한 단선 운용을 실시.

## 사진

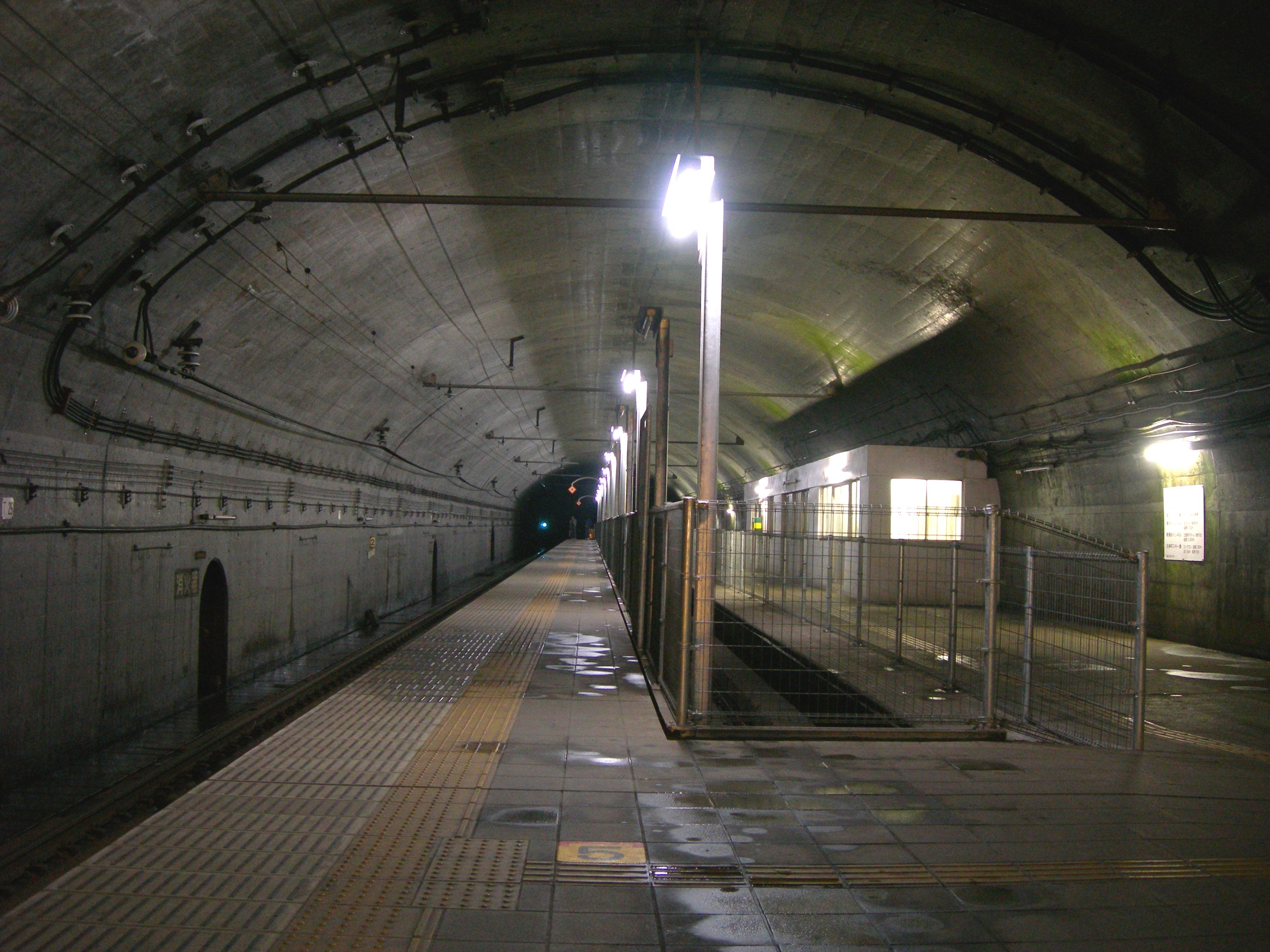
도아이역 하행 승강장
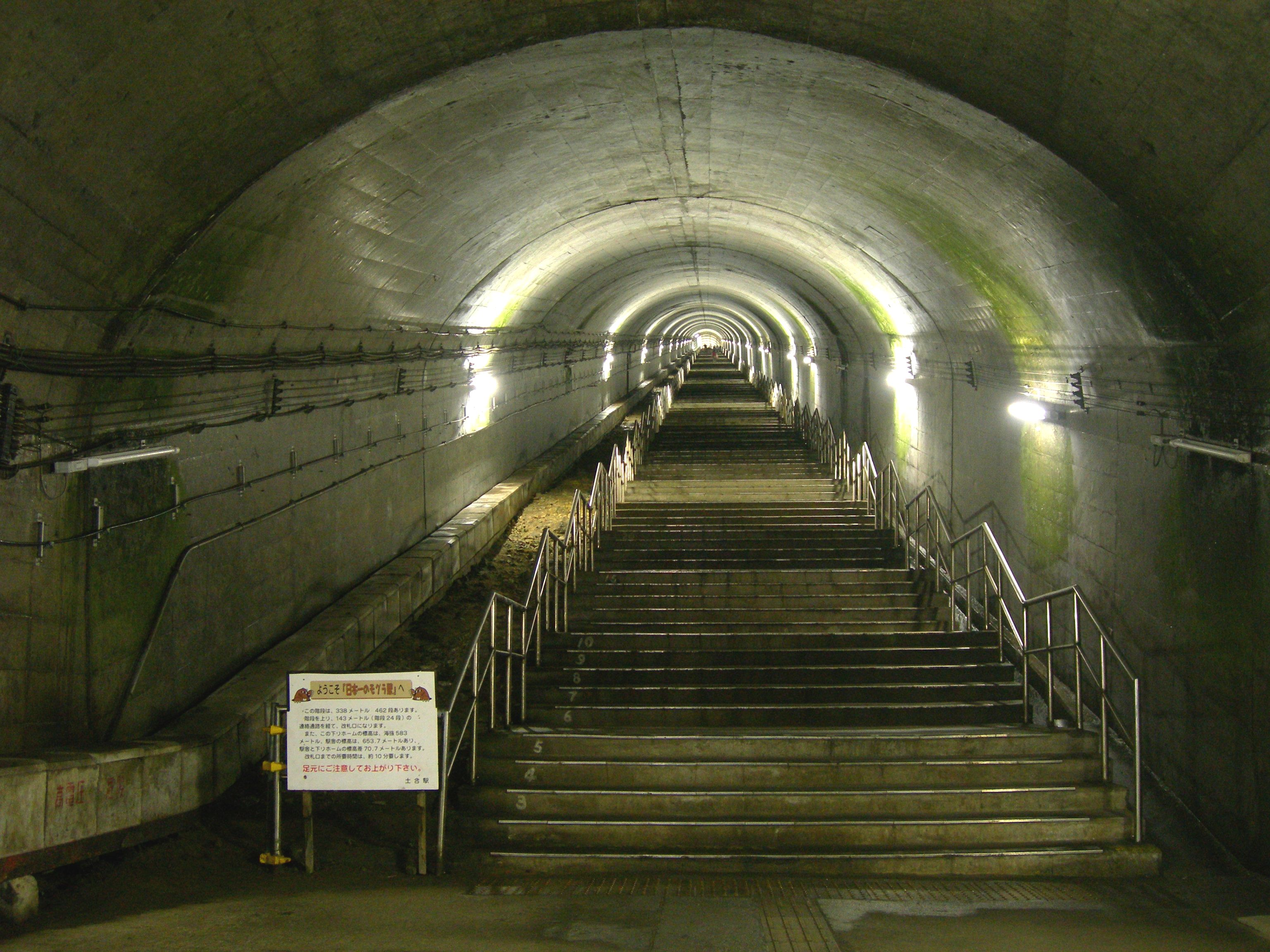
도아이역 하행 승강장에서 지상으로 올라가는 계단.
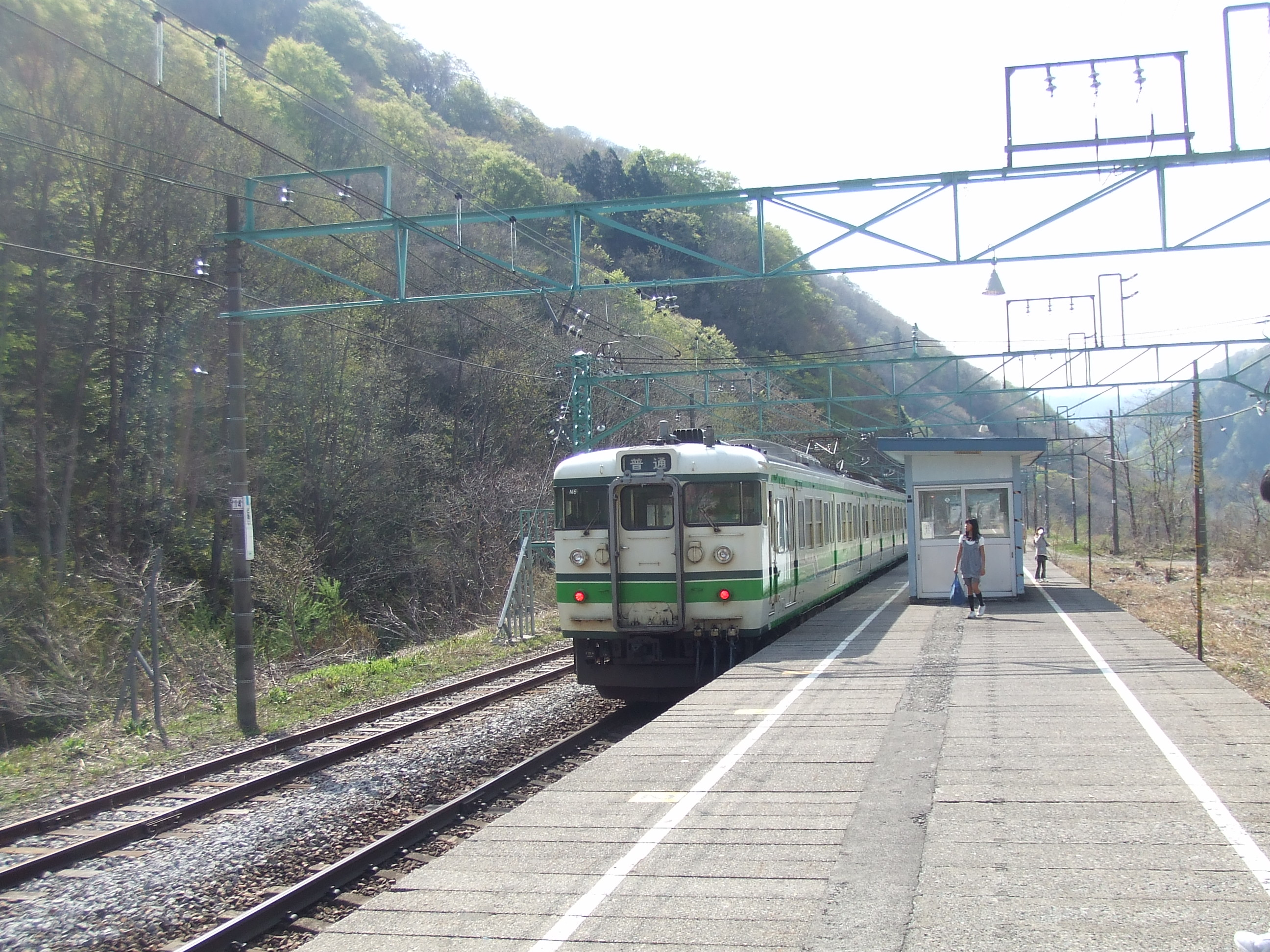
도아이역 상행 승강장.
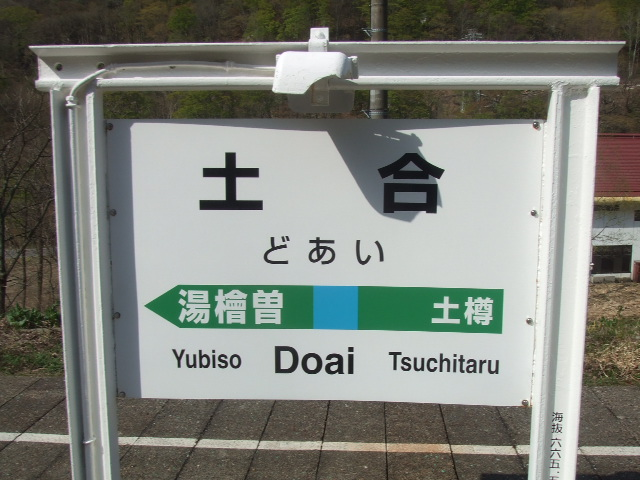
도아이역 역명판
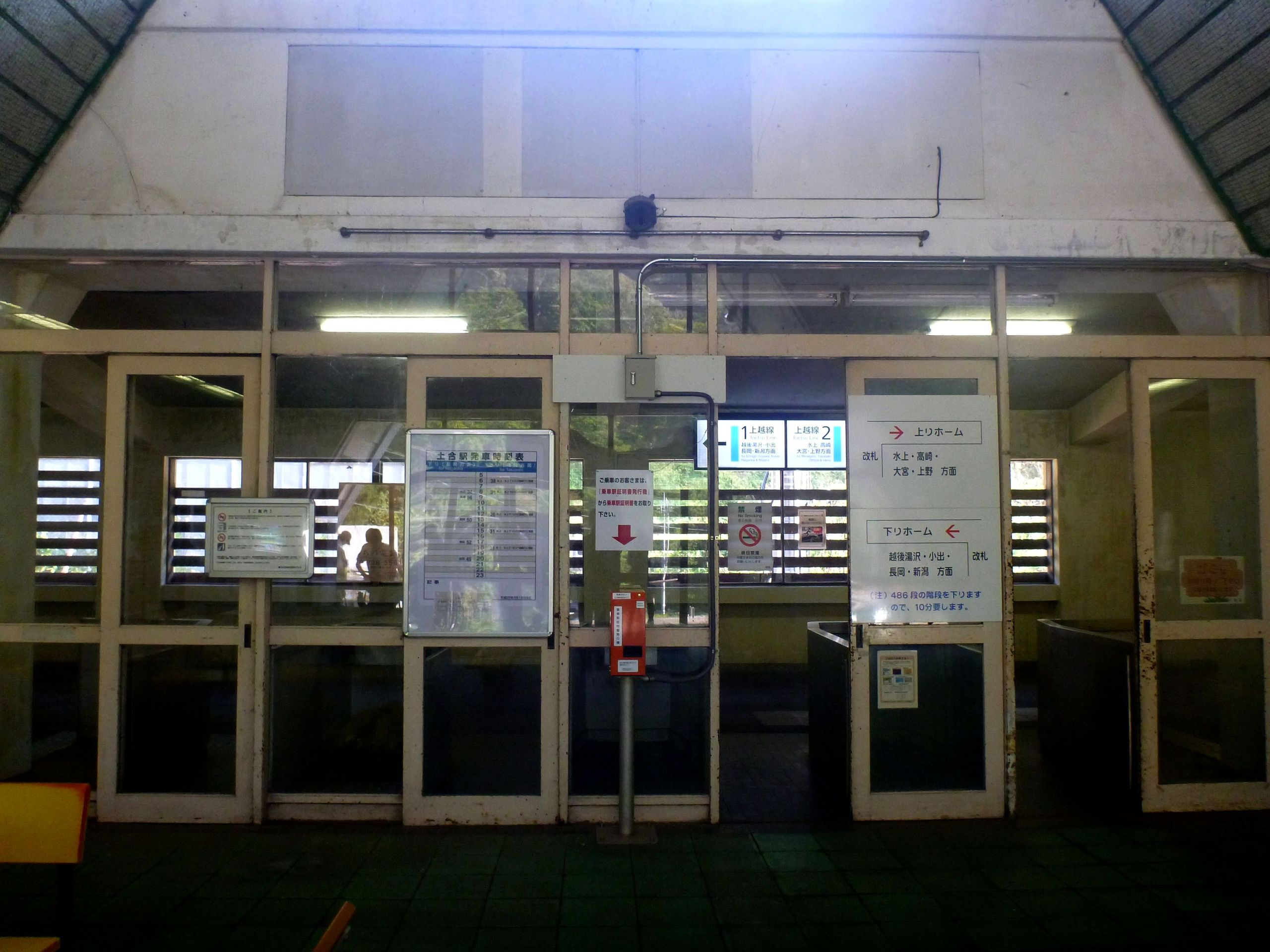
도아이역 개찰구
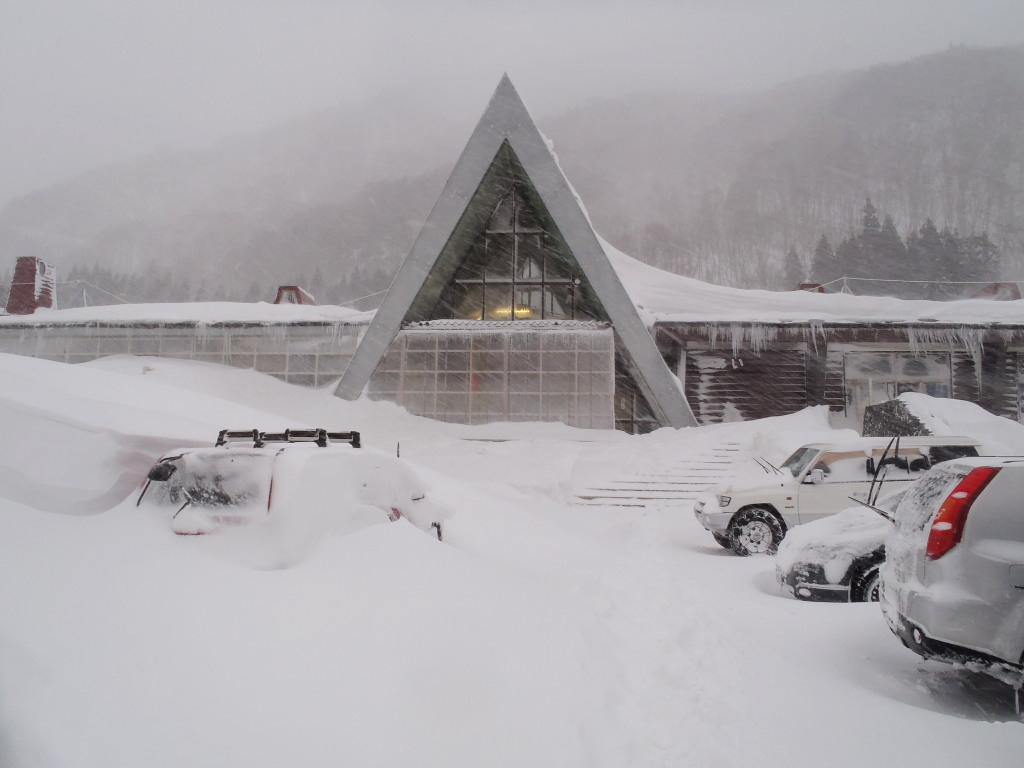
눈으로 뒤덮인 도아이 역.

## 인접역
| 동일본 여객철도 조에쓰선 | 동일본 여객철도 조에쓰선 | 동일본 여객철도 조에쓰선   |
| ------------------------ | ------------------------ | -------------------------- |
| 유비소 다카사키 방면     | ■ 조에쓰선               | 쓰치타루 에치고유자와 방면 |

## 같이 보기
- 김포공항역